# هانا ستون
هانا ستون (بالإنجليزية: Hannah Stone)‏ هي موسيقية وممثلة بريطانية، ولدت في 27 أبريل 1987 في سوانزي في المملكة المتحدة.

## وصلات خارجية
- الموقع الرسمي
- هانا ستون على موقع ميوزك برينز (الإنجليزية)